# Haya Harareet
Haya Harareet (Haifa, Mandato británico de Palestina, 20 de septiembre de 1931-Marlow, 3 de febrero de 2021) fue una actriz israelí, también conocida como Haya Hararit. Uno de sus papeles cinematográficos más importantes fue interpretar a Esther, el interés amoroso de Judá Ben-Hur en la película Ben-Hur de 1959 realizada en Hollywood y dirigida por William Wyler.

## Biografía
Harareet nació como Haya Neuberg en Haifa, en Palestina, la segunda de tres hijos. Sus padres, Reuben y Yocheved Neuberg, emigraron a la comunidad preisraelí Yishuv, de Palestina, desde Polonia cuando eran jóvenes. Su padre trabajaba para el Gobierno en Tel Aviv. Recibió el apellido Hararit (luego cambiado a Harareet), que significa 'montañoso' en hebreo, en la escuela.
Hizo su carrera en el Estado de Israel, participando en películas tales como Hill 24 Doesn't Answer (1955).
Alcanzó relevancia internacional con el filme Ben-Hur (basado en la novela del general Lewis Wallace), ganadora de once premios Óscar de la Academia de las Artes y las Ciencias Cinematográficas de Hollywood en 1959. Era la última integrante aún viva del elenco de dicha producción cinematográfica.
Entre otros filmes, también protagonizó la película del director austroestadounidense Edgar G. Ulmer Journey Beneath The Desert (1961), coprotagonizada por el actor francés Jean-Louis Trintignant.
Además, coescribió el guion de la adaptación de la novela de Julian Gloag Our Mother's House (1967), protagonizada por Dirk Bogarde.
Se casó con el director de cine británico Jack Clayton hasta su muerte el 26 de febrero de 1995. 
Harareet falleció a los 89 años el 3 de febrero de 2021, durante la noche en su domicilio mientras dormía y sus cenizas fueron esparcidas en diversos lugares de Israel. Residía en Buckinghamshire, Inglaterra.

## Filmografía
- Giv'a 24 Eina Ona (1955)
- The Doll That Took the Town (1958)
- Ben-Hur (1959)
- The Secret Partner (1961)
- L'Atlantide (1961)
- Journey Beneath the Desert (1961)
- The Interns (1962)
- The Last Charge (1962)
- L'ultima carica (1964)
- My Friend Jonathan (1974, cortometraje)